# Onthophagus championi
Onthophagus championi är en skalbaggsart som beskrevs av Bates 1887. Onthophagus championi ingår i släktet Onthophagus och familjen bladhorningar. Inga underarter finns listade i Catalogue of Life.